# Lübecker Domkapitel 1779
Die Liste der Domherren des Lübecker Domkapitels 1779.

## Domkapitel 1779

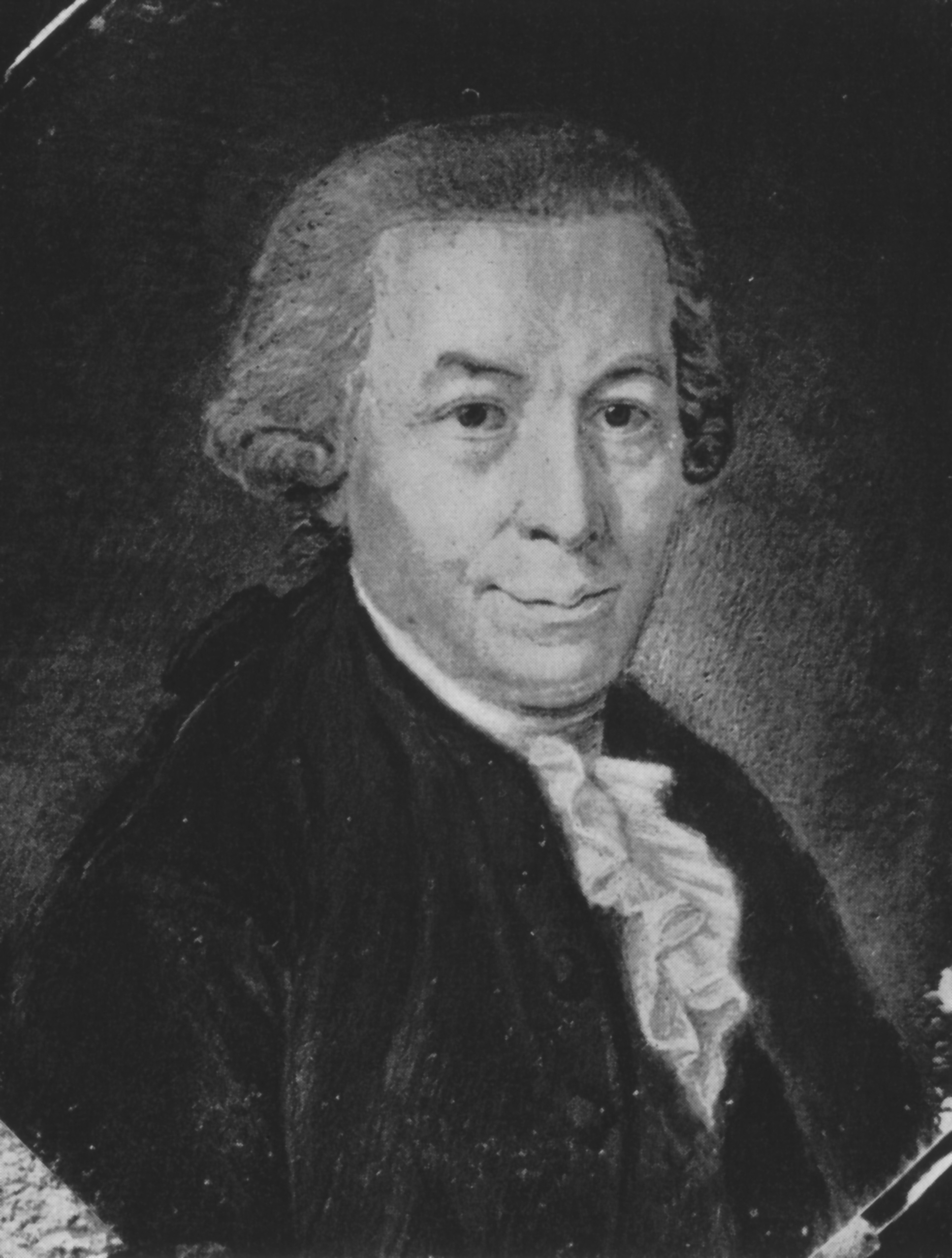
Der Syndicus des Lübecker Rates Carl Henrich Dreyer war Dompropst, ohne Mitglied des Domkapitels zu sein.

Das Domkapitel bestand grundsätzlich aus 30 Domherren, die seit der Reformation größtenteils lutherisch waren. Es waren aber aufgrund der Normaljahr-Regelung bis zu vier Katholiken zugelassen, die als Catholici ausgewiesen wurden. Die Domherren teilten sich nach Eduard Vehse in zehn Panistae, drei Integrati, sechs Semi-Integrati und sieben Canonici in herbis. Zusätzlich gab es veir vom Fürstbischof ernannte Distincti, die die vorgenannte Einteilung mit durchliefen. Dabei erhielten die Panistae die am höchsten dotierten Pfründen, während Neuaufgenommene jeweils im niedrigsten Rang als Canonici in herbis, Anwärter, einstiegen. Um überhaupt die Chance zu haben, weit genug aufzusteigen, wurden die meisten Mitglieder bereits zum frühstmöglichen Termin mit sieben Jahren aufgenommen. In späteren Lebensjahren Aufgenommene fungierten dabei als Platzhalter, um im geeigneten Zeitpunkt zugunsten jüngerer Familienmitglieder zu resignieren. Aufgenommen wurden fast nur Adlige.
Die Wahl des Dompropstes erfolgte seit dem Vergleich zwischen Stadt und Domkapitel von 1595 im Wechsel durch den Lübecker Rat und das Domkapitel. Die vom Lübecker Rat gewählten Dompröpste gehörten dem Domkapitel nicht an. In diesen Amtszeiten übernahm der Domdechant auch die Vertretung des Kapitels nach außen; 1779 war dies Joachim Otto Adolph von Bassewitz. Der letzte vom Lübecker Rat 1761 erwählte Dompropst, der städtische Syndicus Carl Henrich Dreyer war also kein Mitglied des Lübecker Domkapitels.
Die beiden Livonisten-Präbenden am Lübecker Domkapitel waren nach ihrem Stifter, dem Domdekan Johannes Livo († 1292), benannt und berechtigten nur zu Einkünften, aber nicht zu Sitz und Stimme im Kapitel.
Die folgende Liste folgt der Aufstellung im Europäischen Staats- und Addreß-Buch: auf das Jahr ... 1780. Der Stand ist von vor dem 27. Juli 1779, als der Domherr und dritte Catholicus Maximilian Joseph Vrints von Treuenfels seine Präbende zu Gunsten von Johann Baptist Aloysius von Edling resignierte.

### Panistae

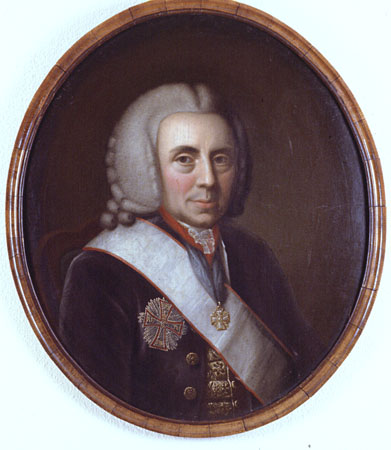
Christian August von Eyben, zeitgenössisches Porträt

- 1 Decanus emeritus Christian August von Eyben, des Danebrog- und Annenordens Ritter, Königlich Dänischer Geheimer Rat (1718)[2]
- 2 Decanus Joachim Otto Adolph von Bassewitz, Königlich Dänischer Geheimer Rat, des Danebrog-Ordens Ritter, Official des Bischofs, Cantor, Thesaurar Capituli, erster Hofherr, Erbherr auf Wohrenstorff (1729)
- 3 Wolf von Blome, des Danebrog- und Johanniterordens Ritte, Königlich Dänischer Geheimer Rat und Kammerherr, Erbherr auf Salzau und Bahrenfleth (1736)
- 4 Dietrich von Levetzow, Königlich Dänischer Geheimer Rat, des Danebrog-Ordens Ritter, Erbherr auf Rosenhof (1741)
- 5 Johann Ferdinand von Elmendorff, Fürstlich Hildesheimischer Geheimer Rat, Structuarius Ecclesiae, erster Catholicus (1742)

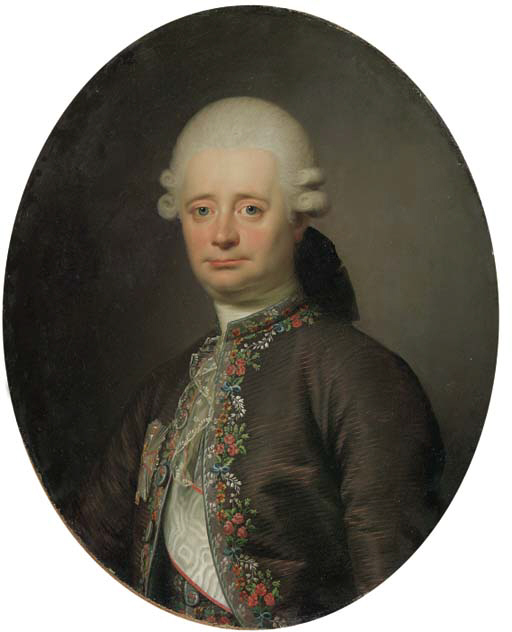
Otto von Blome, Porträt von Jens Juel (1777)

- 6. Otto von Blome, Königlich Dänischer Kammerherr, Generaladjutant und Obrist, auch Gesandter am Französischen Hofe, des Danebrog-Ordens Ritter, Erbherr auf Heiligenstetten etc. (1743)
- Hermann Werner von Brabeck, zweiter Catholicus (1746)
- 8 Detlev Joachim von Brockdorff, Königlich Dänischer Landrat, Scholaster & Thesaurar Ecclesiae, zweiter Hofherr (1750)
- 9 Johann Ludwig von Wallmoden-Gimborn, Königlich Großbritannischer und Churbraunschweigisch-Lüneburgischer Generalleutnant und Chef der beiden Garden, Abgesandter am Kaiserlichen Hof, Erbherr auf Johannsdorf (1751)
- 10 Friedrich August von Brömbsen, Großfürstlich Schleswig-Holsteinischer Kammerherr (1755)

### Integrati
- 11 Maximilian Joseph Vrints von Treuenfeld, Churfürstlich Trierischer Kammerherr, des Malteserordens Devotionsritter, dritter Catholicus (1756)
- 12 Friedrich Ludwig von Moltke, Königlich Dänischer Kammerherr, des Danebrog-Ordens Ritter und Königlich Dänischer Minister am Fürstbischöflich Lübeckischen Hofe zu Eutin (1756)
- 13 Christoph von Buchwald(t) (1758)

### Semi Integrati

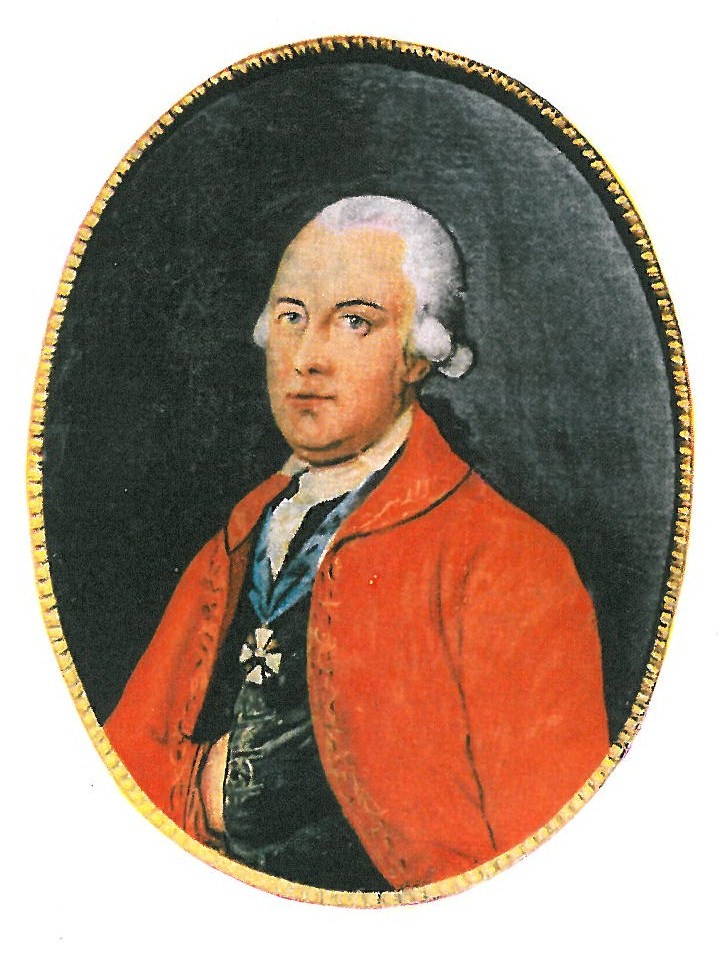
Heinrich Franz von Barner mit Kapitelskreuz

- -- Adolf Friedrich von Witzendorff, Königlich Dänischer Kammerherr, Erbherr auf Thurow (Roggendorf (Mecklenburg)), erster Distinctus (1760)
- 14 Josef Friedrich von Schimmelmann, Königlich Dänischer Kammerherr und Jägermeister (1761)
- 15 Heinrich Franz von Barner (1762)
- 16 Adolph Christian von Bassewitz, Herzoglich Mecklenburgischer Kammerjunker (1764)
- 17 Maximilian Alexander Joseph von Kurtzrock, Fürstbischöflich Lübeckischer Schloshauptmann, vierter Catholicus (1765)
- 18 Franz Ludwig von Höfeln (1765)
- 19 Hans Caspar von Bülow (1766)

### Canonici in herbis
- 20 Renatus Karl von Senckenberg, Füstlich Hessischer Regierungs-Assessor zu Gießen (1767)
- 21 Otto Christian von Stenglin (1771)
- 22 Georg Friedrich Theodor von Witzendorff (1774)
- 23 Georg Conrad von Wedderkop (1774)
- 24 Wilhelm Carl Ferdinand von Ahlefeldt (1775)
- -- Detlev Hans Graf von Schmettau, Fürstbischöflich Lübeckischer Kammerjunker, zweiter Distinctus (1775)
- 25 Otto Joachim von Moltke (1776)
- 26 Magnus Graf von Dernath (1777)
- -- Johann von Mestmacher, Russisch Kaiserlicher Minister am Fürstbischöflich Lübeckischen Hof zu Eutin, dritter Distinctus (seit 1777)
- -- Carl Friedrich von Lowtzow, Fürstbischöflich Lübeckischer Regierungspräsident zu Eutin, vierter Distinctus (seit 1777)